# خفاش آبی
خفاش آبی یا خفاش دابنتون همانند بقیه خفاش‌های حشره‌خوار، از سامانه بازتاب امواج صوتی برای پیدا کردن و گرفتن طعمه استفاده می‌کند. او حشرات روی آبگیرها و دریاچه‌ها را شکار می‌کند. در تابستان، ماده‌ها برای زایمان و نگهداری از فرزندان در سوراخ درخت‌ها یا زیرشیروانی ساختمان‌ها اجتماع می‌کنند. در پاییز، ماده‌ها و نرها در درون غارها، تونل‌ها یا زیرزمین ساختمان‌ها، جمع می‌شوند. آنها تا بهار سال بعد به خواب زمستانی فرو می‌روند.